# Trichomanes madagascariense
Trichomanes madagascariense là một loài thực vật có mạch trong họ Hymenophyllaceae. Loài này được (Bosch) T. Moore miêu tả khoa học đầu tiên năm 1861.